# Eutelia transversata
Eutelia transversata is een vlinder uit de familie van de Euteliidae. De wetenschappelijke naam van de soort is voor het eerst geldig gepubliceerd in 1966 door Berio.